# Rodovia Feliciano Salles da Cunha
A Rodovia Feliciano Salles da Cunha é uma rodovia radial do estado de São Paulo e um trecho da SP-310, administrada pelo Departamento de Estradas de Rodagem do Estado de São Paulo (DER-SP).

## Denominações
Recebe as seguintes denominações em seu trajeto:
	Nome:		Feliciano Salles da Cunha, Rodovia
- De - até:	 Mirassol - Pereira Barreto - Ilha Solteira (Divisa MS)
- Legislação:	 LEI 408 DE 13/09/74

## Descrição
Principais pontos de passagem: Mirassol - Pereira Barreto - Divisa MS
A rodovia compreende os quilômetros km.453+000m ao km.658+336m da SP-310, com 205,336 kms de extensão.

## Características

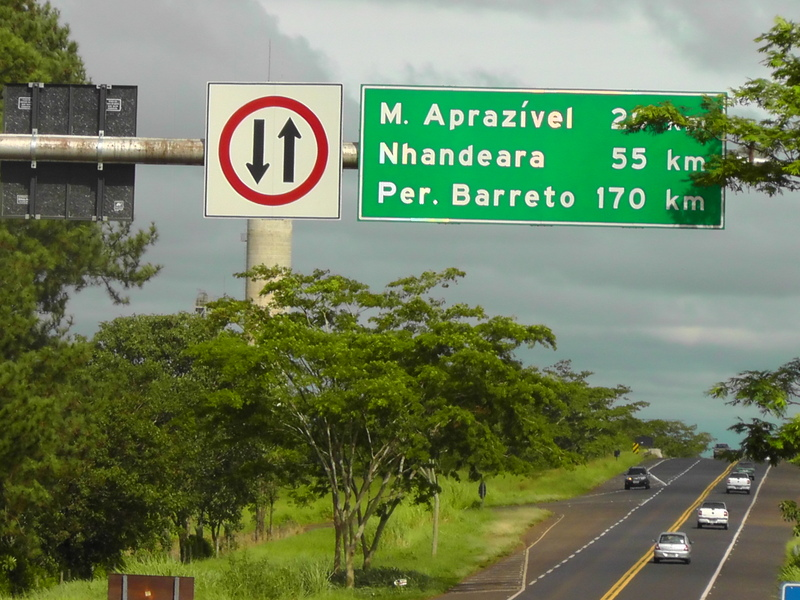
Trecho da rodovia em Mirassol.

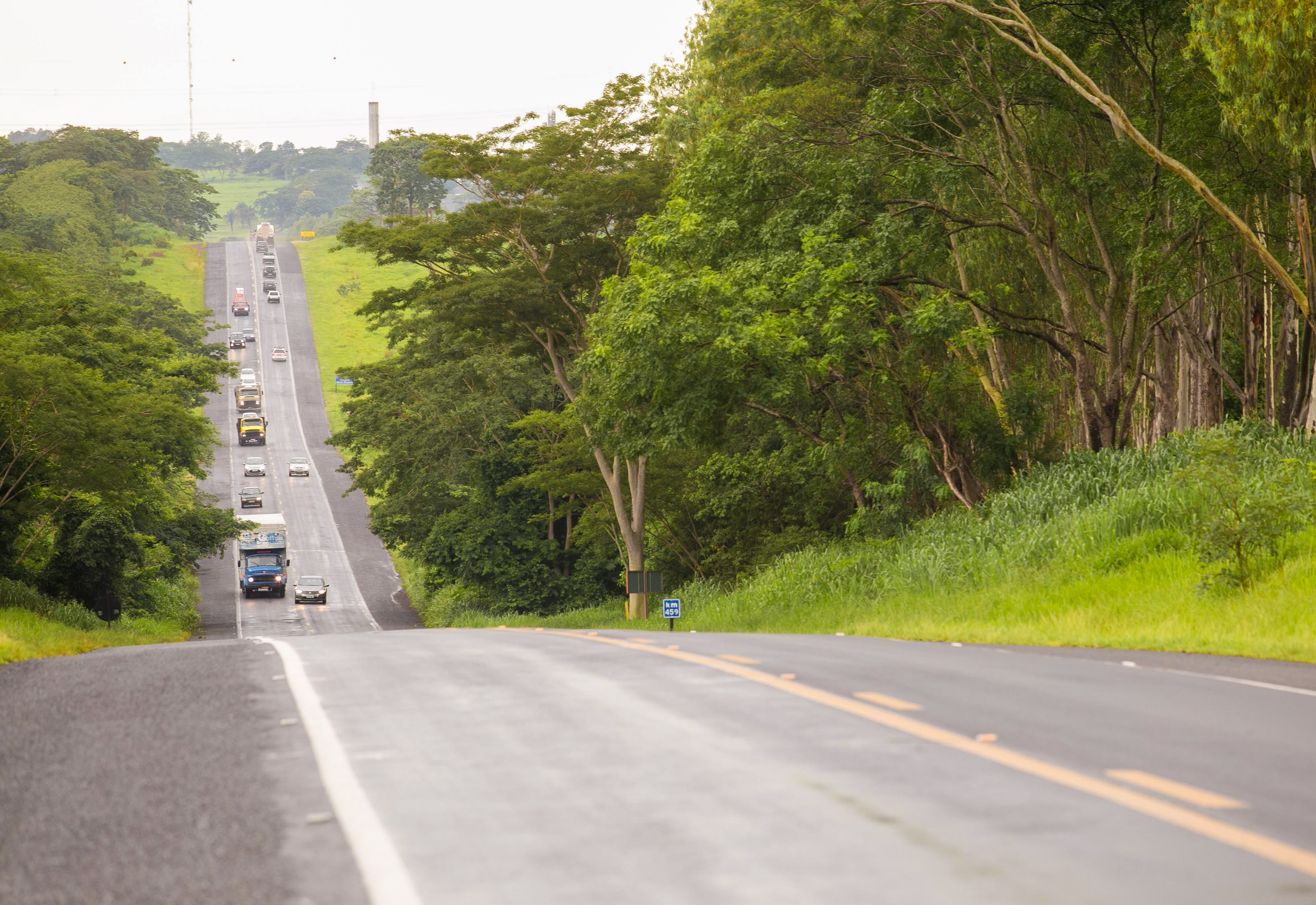
Trecho da rodovia em Neves Paulista.

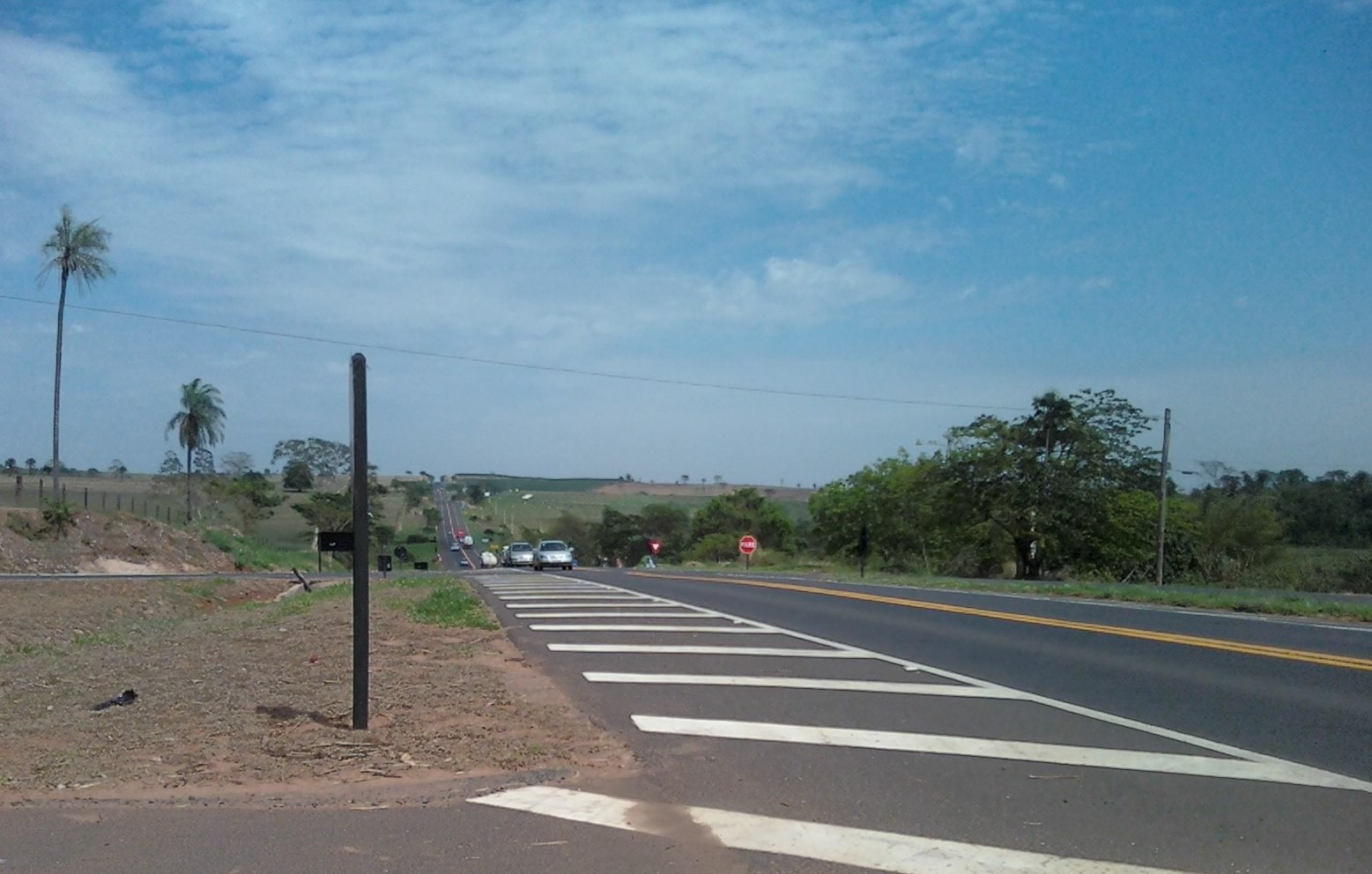
Trecho da rodovia em Monte Aprazível.

### Extensão
- Km Inicial: 454,300
- Km Final: 658,336

### Localidades atendidas
- Mirassol
- Barra Dourada
- Neves Paulista
- Monte Aprazível
- Poloni
- Itaiúba
- Sebastianópolis do Sul
- Ida Iolanda
- Nhandeara
- Floreal
- Magda
- General Salgado
- São Luis de Japiúba
- Auriflama
- Guzolândia
- Dalas
- Bandeirantes d'Oeste
- Sud Mennucci
- Pereira Barreto
- Ilha Solteira